# Münchner-CSU-Affäre
Die Münchner-CSU-Affäre war eine politische Affäre, die ab Anfang 2003 vom Münchner Bezirksverband der Christlich-Sozialen Union in Bayern (CSU) ausging und deren landespolitische Auswirkungen in Bayern bis zum Frühjahr 2007 andauerten.
Eine Gruppe junger CSU-Mitglieder, die befreundete Funktionäre der Jungen Union waren, beeinflusste ab 2001 parteiinterne Wahlen der Münchner CSU. Ziel war es, an Parteiposten und politische Ämter zu gelangen. Der Münchner Merkur und die Süddeutsche Zeitung deckten ab Herbst 2002 „Mitgliederschleusungen“ und ab Frühjahr 2003 „Mitglieder- und Stimmenkauf“ in der Münchner CSU auf. Durch staatsanwaltliche Ermittlungen und ein Amtsgerichts-Verfahren wegen Urkundenfälschung gegen einige Nachwuchspolitiker geriet die im Juni 2003 neugewählte CSU-Bezirksvorsitzende Monika Hohlmeier unter zunehmenden Druck. Im Juni 2004 wurden drei Angeklagte zu empfindlichen Geldstrafen verurteilt. Nachdem einer der Beschuldigten im Juli 2004 in der Süddeutschen Zeitung behauptete, Hohlmeier, die seit 1998 bayerische Kultusministerin war, habe von den Wahlmanipulationen gewusst und habe sie gebilligt, kündigte Hohlmeier ihren Rücktritt vom Münchner Bezirksvorsitz an.
Dieser Vorgang wurde beschleunigt, als bekannt wurde, dass sie Parteifreunde mit geheimen Dossiers bedrohte. Von Dezember 2004 bis Februar 2007 befasste sich ein Untersuchungsausschuss des Bayerischen Landtages mit dem Fall. Die Aussagen eines Oberstaatsanwaltes und eines der verurteilten Jungpolitiker, die die Kenntnis und Verwicklung Monika Hohlmeiers in die Affäre bestätigten, führten Mitte April 2005 zum Rücktritt vom Amt der bayerischen Kultusministerin sowie Anfang August 2005 zu ihrem Austritt aus dem Münchner CSU-Bezirksverband. Ab Herbst 2005 widmete sich der Untersuchungsausschuss weiteren Vorwürfen: Nepotismus, der Beschäftigung von Staatsbeamten für Parteizwecke und der Mittelverschwendung im Rahmen der so genannten „WM-Task Force“. Im Februar 2007 legte der Untersuchungsausschuss dem Bayerischen Landtag einen kontrovers diskutierten Abschlussbericht vor.

## Benennung
Ihren Namen erhielt diese politische Affäre von der Presse, insbesondere der Süddeutschen Zeitung. Sie wurde verkürzt auch als „CSU-Affäre“ sowie seltener als „Wahlfälschungs-Affäre“ bezeichnet. In ihrer späten Phase tauchte gelegentlich die Benennung „Hohlmeier-Affäre“ auf.

## Wahlfälschungsaffäre

### Wahl von Traublinger
Am Mittwochabend, den 5. Februar 2003 fand im Traditionslokal „Leiberheim“ in München-Waldperlach eine folgenreiche Wahlversammlung der örtlichen CSU statt. Der bayerische Landtagsabgeordnete Heinrich Traublinger hatte den Ortsvorsitz der CSU im Münchner Stadtteil Perlach zurückerobert. Stephanie Joch wurde zu seiner Stellvertreterin gewählt. Außerdem hatte die Versammlung auch jene Delegierten bestimmt, die am 22. Mai 2003 den neuen Chef im Kreisverband 9 (Ost) wählen sollten.
Zwei Jahre zuvor hatten junge CSU-Funktionäre Traublinger von seinem langjährigen Amt als Perlacher Ortsverbandschef verdrängt. Hintergrund war der parteiinterne Kampf um das Landtagsmandat. Der Politikwissenschaftler und vormalige bayerische RCDS-Landesvorsitzende Markus Blume überwarf sich mit seinen Ex-Freunden Rasso Graber, Christian Baretti und Joachim Haedke und kandidierte gegen Heinrich Traublinger. Nach einer heftig geführten dreistündigen Debatte wurde Traublinger mit 72 gegen 55 Stimmen gewählt. Blume war gescheitert. Seine Gegner entzogen ihm sogar noch den stellvertretenden Ortsvorsitz.
Der Vorsitzende des benachbarten Ortsvereins Trudering und CSU-Stadtrat hatte zu dieser Wahl überraschend 35 Aufnahmeanträge von wahlberechtigten Neumitgliedern vorgelegt, die nicht den normalen Parteiweg durchlaufen hatten, sondern Monate vorher notariell beurkundet worden waren. Die Anträge wurden erst nach drei Wochen an das JU-Büro übergeben. Blume warf ihm nun vor, die Aufnahmeanträge in der Zwischenzeit manipuliert zu haben, indem er falsche Namen wieder tilgte. Vor allem jedoch fehlte inzwischen das notarielle Siegel. Blume beschuldigte ihn der Wahlmanipulation zugunsten Traublingers. Die Abstimmung sei „an der Grenze zur Rechtsbeugung“ gelegen, daher stellte Blume in Aussicht, er „werde deshalb die Wahl auf jeden Fall anfechten“.
Am 28. Februar 2003 befasste sich der CSU-Kreisvorstand für den Münchner Osten (Kreisverband München 9) mit diesen Vorgängen. Die Staatsanwaltschaft begann ebenfalls zu ermitteln. Am 22. Mai 2003 wurde Hans Podiuk als CSU-Kreisvorsitzender im Münchner Südosten bei einer Kampfabstimmung gestürzt.
Die bayerische Kultusministerin Monika Hohlmeier erreichte am 27. Juni 2003 96 Prozent der Delegiertenstimmen bei ihrer Wahl zur neuen Bezirksvorsitzenden der Münchner CSU. Mit ihrer Wahl wurde die Hoffnung verknüpft, dass Ruhe in den skandalträchtigen Bezirksverband einkehre.

### Interne E-Mails
Am 22. Juli 2003 zitierte die Onlineausgabe der Süddeutschen Zeitung aus E-Mails, die zwei Münchner JU-Mitglieder sowie einen CSU-Landtagsabgeordneten belasteten, weil darin CSU-Neumitgliedern Prämien bis zu 450 Euro versprochen worden seien. Als Gegenleistung sollten sie bei parteiinternen Wahlen im Sinne ihrer freigiebigen Anwerber abstimmen. Nach diesen Presse-Enthüllungen kündigte Monika Hohlmeier am 23. Juli 2003 eine lückenlose Aufklärung der Vorwürfe an und beauftragte am 28. Juli 2003 den Rechtsanwalt und Ex-Funktionär der Jungen Union Prof. Hermann Mayer, in der Affäre um gekaufte Mitglieder zu ermitteln.

### Razzien
Der damalige Ortsvorsitzende der JU Hohenbrunn gab am 20. August 2003 bei der Münchner Staatsanwaltschaft zu Protokoll, dass die von der Süddeutschen Zeitung einen Monat zuvor abgedruckten E-Mails über den Kauf von CSU-Mitgliedern echt seien. Am 21. August 2003 beschlagnahmten ein Staatsanwalt und zwei Polizisten im Zuge einer Hausdurchsuchung Unterlagen und einen Laptop. Die Beamten durchsuchten insgesamt vier Objekte, darunter die Wohnungen von zwei weiteren Beschuldigten. Nur eine Woche später, am 5. September 2003, kam es zu einer Razzia bei einem CSU-Stadtrat.

### Prozess
Im Dezember 2003 beantragte die Staatsanwaltschaft München I Strafbefehle gegen die fünf Beschuldigten in der Wahlfälschungsaffäre wegen Urkundenunterdrückung und Urkundenfälschung: Am 14. Januar 2004 lehnte es die Richterin beim Amtsgericht München ab, Strafbefehle zu erlassen.
Am 30. April 2004 kam es schließlich doch zum Prozessbeginn vor dem Amtsgericht München. Die Staatsanwaltschaft beschuldigte zwei CSU-Politiker sowie drei Mitangeklagte, Anträge auf Parteimitgliedschaft gefälscht, Doubles für Mitglieder wählen zu lassen, sich die Fälschungen von einem Notar beurkunden lassen und später das notarielle Siegel zerstört zu haben.
Am 28. Mai 2004 wurden die ersten beiden Urteile ausgesprochen. Wegen der Manipulation an je vier Mitgliedsanträgen wurden zwei der Angeklagten zu Geldstrafen verurteilt. Die Richterin blieb deutlich unter dem Strafmaß, das die Staatsanwaltschaft gefordert hatte, denn sie hielt den Beschuldigten ihr Geständnis zugute. Außerdem sei den zwei Versicherungskaufleuten wegen der Affäre gekündigt worden, womit sie sich „selbst erheblich geschadet“ hätten. Am 29. Juni 2004 wurden drei weitere Urteile verkündet, in denen die drei übrigen Angeklagten zu Geldstrafen verurteilt wurden. Ihre Berufung dagegen zogen die Angeklagten später zurück, so dass die Urteile rechtskräftig wurden.

## Untersuchungsausschuss

### Rücktritt
Am 16. Dezember 2004 setzte der Bayerische Landtag mit großer Mehrheit einen Untersuchungsausschuss gegen die Kultusministerin ein. Er sollte Monika Hohlmeiers Rolle im Wahlfälschungsskandal der Münchner CSU klären und den Verdacht der unzulässigen Parteiarbeit und Günstlingswirtschaft durchleuchten.
Der Ausschuss beschloss am 20. Januar 2005 mit CSU-Mehrheit, dass die Kulturministerin nicht als Zeugin, sondern als Beschuldigte vernommen werde. Ihr stand damit ein umfassendes Aussageverweigerungsrecht zu. Außerdem konnte sie einen Anwalt hinzuziehen, eigene Anträge stellen und hatte das Recht auf Akteneinsicht.
Am 7. April 2005 belastete der Münchner Oberstaatsanwalt die Kultusministerin schwer. Er sagte aus, dass die Politikerin von Unregelmäßigkeiten bei der Wahlfälschungsaffäre im Perlacher CSU-Ortsverband früh Kenntnis gehabt habe. Monika Hohlmeier hatte bis dahin geleugnet, von den Vorgängen um die umstrittenen Mitgliederaufnahmen informiert gewesen zu sein. Der Münchner Chefermittler sagte zur Wahlbeeinflussung durch unorthodox angeworbene Neumitglieder: „Davon muss sie nach Aktenlage Kenntnis gehabt haben.“ Monika Hohlmeier wies am 13. April 2005 alle Vorwürfe zurück.
Ein „Kronzeuge“ der Affäre bestätigte jedoch am 14. April 2005 die brisanten Verdachtsmomente im Untersuchungsausschuss. Nach Aussage eines der inzwischen zu einer Geldstrafe verurteilten Beteiligten hatte Monika Hohlmeier schon frühzeitig von gefälschten Aufnahmeanträgen und Stimmenkauf in der Münchner CSU gewusst. Der Zeuge berichtete außerdem, ein Telefonat Hohlmeiers mit einem CSU-Landtagsabgeordneten gehört zu haben. Dabei sei die einstige Münchner CSU-Bezirksvorsitzende darüber unterrichtet worden, dass der Preis für Mitgliederkäufe auf 500 Euro pro Kopf gestiegen sei.
Am 15. April 2005 erklärte Monika Hohlmeier ihren Rücktritt vom Ministeramt. Auf einer kurzfristig einberufenen Pressekonferenz in München führte sie aus, dies sei eine „ganz persönliche Entscheidung“, die sie zuvor mit Ministerpräsident Edmund Stoiber (CSU) abgestimmt habe.

### Aussagen
Im Hohlmeier-Untersuchungsausschuss des Landtages kam es am 22. April 2005 zum Eklat. SPD und Grüne bezichtigten die CSU-Mehrheit der offenen Behinderung der Aufklärungsarbeit. Die Sitzung wurde vorzeitig abgebrochen. Auslöser des Streits war, dass Engelbert Kupka die Zeugenbefragung straffen und Fragen zur Münchner CSU-Affäre nur dann zulassen wollte, wenn sie einen Zusammenhang zur zurückgetretenen Kultusministerin aufwiesen. Nach einem Gespräch bei Landtagspräsident Alois Glück (CSU) am 26. April 2005 schlichteten CSU und Opposition ihren Streit um den Fortgang im Hohlmeier-Untersuchungsausschuss. Nach Glücks Vermittlung blieb es dabei, dass nach Engelbert Kupka zuerst die SPD und dann die Grünen ihre Fragen stellten. Allerdings wurden die Fragen in Blöcken gebündelt. Wichen die Fragen zu sehr vom Thema ab, konnte Kupka eingreifen. Inhaltlicher Hauptstreitpunkt war, ob der Ausschuss auch interne Angelegenheiten der Münchner CSU untersuchen darf.
Statt Joachim Haedke erschien der CSU-Abgeordnete Peter Welnhofer als Zeuge. Er hatte am 5. Februar 2003 jene konfus-bewegte Sitzung des Ortsvereins München-Perlach geleitet, für die Mitgliederanträge gefälscht und Mitglieder gekauft worden waren. Monika Hohlmeier habe ihn darum eigens gebeten, sagte Welnhofer. Als er mit den notariell beglaubigten Mitgliedsanträgen konfrontiert wurde, sei er „sehr erstaunt“ gewesen. Für ihn sei das aber lediglich eine Maßnahme gewesen, um das Wahlrecht der neu aufgenommenen Mitglieder zu dokumentieren.
Der CSU-Landtagsabgeordnete Joachim Haedke verweigerte am 30. Mai 2005 vor dem Untersuchungsausschuss jede Aussage, um sich nicht selbst zu belasten. Nach Ansicht der Münchner Justiz war Joachim Haedke der Drahtzieher der CSU-internen Intrigen, die zum Sturz von Monika Hohlmeier führten. Haedkes Anwalt Ingram Lohberger ließ verlauten, sein 35-jähriger Mandant sei nicht verpflichtet, sich in die Gefahr eines Ermittlungsverfahrens zu begeben.
Der zweimalige OB-Kandidat der Münchner CSU Aribert Wolf bestätigte am 7. Juli 2005 die Version seines Münchner CSU-Vorstandskollegen Ludwig Spaenle, wonach Monika Hohlmeier im Zuge der Dossier-Affäre ihre Parteifreunde mit den Worten „gegen jeden von Euch gibt es was“ zu erpressen versucht habe. Beeindrucken ließ sich Aribert Wolf davon aber nach eigenem Bekunden nicht: „Ich habe nur gedacht: Das war das Ende der Ära Hohlmeier.“

### Hohlmeier vor dem Ausschuss
Am 29. Juli 2005 sagte Monika Hohlmeier zeitweise unter Tränen aus, sie habe weder Wahlfälschungen in der Münchner CSU unterstützt noch Parteikollegen erpresst. Sie habe die Aufklärung der Wahlaffäre forciert, aber die Münchner CSU sei „ein Intrigantenstadl“, in dem „nur noch Mauscheleien und Intrigen herrschten“. Sie räumte ein: „Ich war zu blauäugig, was man im Münchner Bezirksverband nicht sein darf.“ Von den Wahlfälschungen im CSU-Ortsverein Perlach 2002/2003 habe sie erst im Nachhinein erfahren. Angebliche Telefonate über Mitgliederkäufe habe es nicht gegeben. Ihr Fehler sei gewesen, Beschwerden und „diffuse Andeutungen nicht hinterfragt“ zu haben.
Die Aussagen der früheren Kultusministerin lösten am darauffolgenden Wochenende einen Proteststurm in der Münchner CSU aus. Sie hatte mehrere Vorstandsmitglieder indirekt der Lüge bezichtigt. Wegen der anstehenden Bundestagswahl verabredete man jedoch aus Rücksicht auf die Partei, die „Causa Hohlmeier“ erst nach der Bundestagswahl zu klären.
Monika Hohlmeier kam eventuellen Parteistrafen zuvor. Am 1. August 2005 teilte sie verschiedenen Redaktionen per Fax mit, dass sie den CSU-Bezirksverband München verlassen habe und zum Ortsverband ihres Wohnortes Vaterstetten gewechselt sei. Sie wolle aber weiterhin den Stimmkreis München-Milbertshofen im Landtag vertreten.

### Chronologien zur „Münchner CSU-Affäre“ in den Medien
- Chronologie: Der Weg in die Krise. – sueddeutsche.de, 12. April 2005 12:56 Uhr
- Querelen und Machenschaften: Chronologie einer Affäre. In: Welt online, 16. April 2005

### Dokumente zum Untersuchungsausschuss
- Schlussbericht des Untersuchungsausschusses … (PDF; 154 Seiten; 816 kB) Bayerischer Landtag, 15. Wahlperiode, Drucksache 15/7190, 25. Januar 2007
- Minderheitenbericht der Fraktionen der SPD und Bündnis 90/Die Grünen … (PDF; 140 Seiten; 508 kB)

## Verwendete Literatur (chronologisch)
1. Münchner CSU-Führung verjüngt sich. In: Welt online, 23. Mai 2001
2. Matthias Kristlbauer: Stoiber empört: Junge Union fordert Traublingers Landtagssitz, – Münchner Merkur, 23. Oktober 2002
3. Matthias Kristlbauer: Junge Union im Clinch um Landtagssitz. Parteifreunde als Stimmvieh. – Merkur Online, 5. November 2002
4. Eberhard Geiger: Traublinger Sieger in seinem Heimspiel. CSU-Ortsvorsitz zurückerobert. – Merkur Online, 7. Februar 2003
5. Eberhard Geiger: CSU-Krach landet beim Staatsanwalt. Hinweise auf Manipulationen bei Perlacher Parteiwahl – Vorstand dementiert. – Merkur Online, 24. Februar 2003
6. Matthias Kristlbauer: Affäre Perlach: Beweismittel verschwunden. CSU-Ortsverband im Zwielicht. – Merkur Online, 26. Februar 2003
7. Matthias Kristlbauer: Schlammschlacht der Rebellen. Wie die Junge Union regelmäßig die CSU ins Zwielicht stellt. – Merkur Online, 28. Februar 2003
8. Jörg Schallenberg: Papiere in Sicherungsverwahrung. In: taz, 28. Februar 2003, Seite 6
9. Matthias Kristlbauer: CSU: Nächste Wahlaffäre steht schon bevor. Mitglieder der JU eingeschleust?. – Merkur Online, 18. März 2003
10. Die Aufgaben der TASK FORCE. (Seite nicht mehr abrufbar, festgestellt im Dezember 2018. Suche in Webarchiven) – Bayerisches Staatsministerium für Unterricht und Kultus, 18. März 2003
11. Eberhard Geiger: Jung-CSUler versucht den nächsten Sturz: Attacke auf Hans Podiuk. – Merkur Online, 21. Mai 2003
12. Eberhard Geiger: CSU: Baretti verdrängt Kreischef Podiuk: Der Neue verkündet: Es gibt keine Erbhöfe. – Merkur Online, 24. Mai 2003
13. In Kürze: Hohlmeier führt CSU in München. (Memento vom 16. Mai 2004 im Internet Archive) – Welt am Sonntag/AFP, 29. Juni 2003
14. Jan Bielicki: CSU-Affäre: Verdächtige E-Mails und geheimnisvolle Treffen. – sueddeutsche.de, 22. Juli 2003, 17:38 Uhr
15. Hohlmeier fordert ersten Parteiausschluss. – (pi). – Welt am Sonntag, 27. Juli 2003
16. Matthias Kristlbauer: CSU-Affäre: Hohlmeier lässt ersten Kopf rollen. – Merkur Online, 28. Juli 2003
17. Berthold Neff: CSU-Affäre: Razzia bei JU-Chef Rasso Graber. – sueddeutsche.de, 21. August 2003, 9:46 Uhr
18. Matthias Kristlbauer: Richter sollen in der CSU aufräumen. – Merkur Online, 22. August 2003
19. Albert Schäffer: Der Münchner Sumpf beunruhigt die CSU-Spitze, Frankfurter Allgemeine Zeitung, 25. August 2003
20. Berthold Neff: CSU-Spitze attackiert JU-Chef: Graber will sein Amt nicht aufgeben. – sueddeutsche.de, 25. August 2003, 18:26 Uhr
21. Matthias Kristlbauer: Glück erhöht Druck auf JU-Chef. – Merkur Online, 25. August 2003
22. Berthold Neff: CSU-Affäre: Hohlmeier will JU-Chef entmachten. – sueddeutsche.de, 28. August 2003, 17:47 Uhr
23. Berthold Neff: CSU-Affäre: Graber gibt auf. – sueddeutsche.de, 29. August 2003, 16:22 Uhr
24. Matthias Kristlbauer: JU-Chef steht vor dem Aus. – Merkur Online, 29. August 2003
25. Berthold Neff: Buchhalter für Schmiergeld? Razzia bei CSU-Hoffnungsträger Christian Baretti. – sueddeutsche.de, 5. September 2003, 17:09 Uhr
26. Berthold Neff: CSU-Affäre: Gericht lehnt Strafbefehl gegen Baretti ab. – sueddeutsche.de, 14. Januar 2004, 17:45 Uhr
27. Matthias Kristlbauer: JU-Chef Graber tritt nach Affäre nicht mehr an. – Merkur Online, 17. Januar 2004
28. Berthold Neff: CSU-Affäre: Baretti wird die Kohle nicht los. – sueddeutsche.de, 19. Januar 2004, 17:17 Uhr
29. Matthias Kristlbauer: Die Jäger des verschobenen Schatzes: Konten in CSU-Kreisverband geprüft. – Merkur Online, 19. Januar 2004
30. Sporer, Wolfgang: Besuch von der Task Force (Glosse). (Seite nicht mehr abrufbar, festgestellt im November 2012. Suche in Webarchiven) – Merkur Online, 3. Februar 2004, 20:41 Uhr
31. Jan Bielicki: Imagekampagne: Stoiber: München ist Hauptstadt des Weltfußballs. – sueddeutsche.de, 3. Februar 2004, 16:47 Uhr
32. CSU-Fraktion: Aus für Baretti. – sueddeutsche.de/dpa, 8. März 2004, 16:18 Uhr
33. Weiß neuer JU-Chef: 22-Jähriger will Ehrenkodex aufstellen. – (mk). – Merkur Online, 11. März 2004
34. Jan Bielicki: Prozessbeginn: Amtsgericht durchleuchtet CSU-Wahlskandal. – sueddeutsche.de, 23. April 2004, 17:06 Uhr
35. Jan Bielicki: Parteigesetz: Der Ausschluss-Ausschuss. – sueddeutsche.de, 25. April 2005, 17:26 Uhr
36. Matthias Kristlbauer: CSU-Wahlskandal kommt vor Gericht. – Merkur Online, 28. April 2004
37. Matthias Kristlbauer: CSU-Prozess: Zwei Angeklagte gestehen. – Merkur Online, 3. Mai 2004
38. Berthold Neff: Die seltsamen Methoden des CSU-Nachwuchses. – sueddeutsche.de, 7. Mai 2004, 17:00 Uhr
39. Sebastian Sigler: Schlammschlacht in der Münchner CSU wegen angeblichen „Mitgliederkaufs“. – Die Welt, 22. Mai 2004
40. Berthold Neff: Der Kumpan wird zum Zeugen der Anklage CSU-Fälschungsaffäre: Der Kumpan wird zum Zeugen der Anklage. – sueddeutsche.de, 24. Mai 2004, 11:11 Uhr
41. Matthias Kristlbauer: Milde Strafen für Fälscher in CSU-Affäre. Haedke noch mehr belastet. – Merkur Online, 28. Mai 2004
42. Matthias Kristlbauer: CSU-Affäre: Probleme mit Parteiausschluss. – Merkur Online, 1. Juni 2004
43. Peter Fahrenholz: Münchner CSU: Die Hoffnungsträgerin verliert ihren Zauber. – sueddeutsche.de, 27. Juni 2004, 17:36 Uhr
44. Urteil: Geldstrafen für Baretti & Co. – sueddeutsche.de/ddp, 29. Juni 2004, 9:17 Uhr
45. Bielicki, Jan: CSU-Fälschungsaffäre: „Unanständiger Mitgliederkauf“. – sueddeutsche.de, 29. Juni 2004, 16:44 Uhr
46. Matthias Kristlbauer: Drei Schuldsprüche und eine dunkle Drohung. – Merkur Online, 29. Juni 2004
47. Matthias Kristlbauer: Hohlmeier: Von Tricksereien nichts gewusst. – Merkur Online, 6. Juli 2004, 20:28 Uhr
48. Cornelia Wohlhüter: CSU München sucht weiter den ‚Drahtzieher‘. – Passauer Neue Presse, 6. Juli 2004
49. Berthold Neff: Ex-JU-Chef schießt zurück: „Hohlmeier genehmigte Podiuks Sturz“. – sueddeutsche.de, 15. Juli 2004, 16:07 Uhr
50. CSU-Affäre: Hohlmeier gerät unter Druck. Stoiber geht auf Distanz. – (dw/ege). – Merkur Online, 16. Juli 2004, 21:47 Uhr
51. Jan Bielicki: Nach sechs Stunden Krisensitzung: Haedke auf fünf Jahre für Parteiämter gesperrt. – sueddeutsche.de, 19. Juli 2004, 19:07 Uhr
52. Jan Bielicki: Gekaufte Mitglieder: Hohlmeier muss Münchner CSU-Vorsitz abgeben. – sueddeutsche.de, 20. Juli 2004, 18:27 Uhr
53. Sebastian Beck, Jan Bielicki, Peter Fahrenholz: Hohlmeiers Enthüllungen: Hoffnungsträgerin im Abseits. – sueddeutsche.de, 21. Juli 2004, 16:14 Uhr
54. Georg Anastasiadis: Hohlmeiers Dossiers: Warum die Kultusministerin stürzen muss – und nicht darf. (Seite nicht mehr abrufbar, festgestellt im November 2012. Suche in Webarchiven) – Merkur Online, 21. Juli 2004, 20:29 Uhr
55. Tom Levine, Ralf Müller: Endspiel in Münchner CSU-Affäre: Opposition fordert Hohlmeiers Rücktritt. In: Berliner Zeitung, 22. Juli 2004, S. 5
56. Jan Bielicki, Berthold Neff: Joachim Haedke: Der Entschluss zum Ausschluss. – sueddeutsche.de, 22. Juli 2004, 16:15 Uhr
57. Berthold Neff: Hohlmeiers Geheim-Dossiers: „Sie sagt die Unwahrheit“. – sueddeutsche.de, 23. Juli 2004, 13:48 Uhr
58. München: Hohlmeier tritt als CSU-Chefin zurück. – sueddeutsche.de/dpa/ddp, 23. Juli 2004, 15:57 Uhr
59. Konflikt in der CSU München: Hohlmeier entschuldigt sich. – sueddeutsche.de/dpa, 24. Juli 2004, 16:25 Uhr
60. Peter Issig, Martina Kausch: Unverschuldetes Eigentor. – Welt am Sonntag, 24. Juli 2005
61. Konflikt in der CSU München: Stoiber kritisiert Hohlmeier. – sueddeutsche.de/dpa, 25. Juli 2004, 15:04 Uhr
62. Peter Fahrenholz: Kommentar: Das Ende der Ära Strauß. Monika Hohlmeier und Max Strauß – eine politische Dynastie erlebt ihre letzten Stunden. – sueddeutsche.de, 25. Juli 2004, 16:46 Uhr
63. Peter Fahrenholz: Dossier-Affäre: Stoiber zwingt Hohlmeier zur Entschuldigung. – sueddeutsche.de, 26. Juli 2004, 11:37 Uhr
64. Berthold Neff: Enthüllungs-Drohungen: Staatsanwälte prüfen Verfahren gegen Hohlmeier. – sueddeutsche.de, 26. Juli 2004, 16:08 Uhr
65. Rupp Doinet: Monika Hohlmeier: Ganz der Alte!. (Memento vom 16. Juli 2007 im Internet Archive) – stern, 27. Juli 2004
66. Hat Monika Hohlmeier Beamte unzulässig für CSU-Zwecke eingesetzt? Landtagsfraktionen von SPD und Grünen fordern Aufklärung über Verquickung von Amt und Parteiarbeit. – Bayern-SPD/Online aus dem Landtag, 29. Juli 2004
67. Berthold Neff: Interview mit dem designierten Bezirksvorsitzenden: „Das hat uns alles sehr geschmerzt“. – sueddeutsche.de, 2. August 2004, 11:04 Uhr
68. Vetternwirtschaft? Neuer Ärger für Monika Hohlmeier. – stern.de/dpa/Reuters, 6. August 2004
69. Peter Fahrenholz: Mitglieder-Affäre: Stoiber droht Münchner CSU mit Auflösung. – sueddeutsche.de, 6. August 2004, 17:33 Uhr
70. Affäre Hohlmeier: „Ich sehe Korrekturbedarf“. – sueddeutsche.de/ddp, 10. August 2004, 13:36 Uhr
71. Jan Bielicki: Hohlmeier-Affäre: Wahlkampf mit ministeriellem Briefkopf. – sueddeutsche.de, 12. August 2004, 17:06 Uhr
72. Stoiber will Rücktritt des Münchner CSU-Vorstands: CSU-Chef will Zeichen des Neuanfangs setzen. – (lby/mol). – Merkur Online/dpa, 13. August 2004, 15:08 Uhr
73. Jan Bielicki: Auflösung des CSU-Vorstands: „Das ist pure Show“. – sueddeutsche.de, 13. August 2004, 17:40 Uhr
74. Matthias Kristlbauer: Machtwort des Saubermanns: Stoiber fordert Neuwahl für die Münchner CSU. (Seite nicht mehr abrufbar, festgestellt im November 2012. Suche in Webarchiven) – Merkur Online, 13. August 2004, 21:16 Uhr
75. Jan Bielicki: Rücktritt: Der CSU-Vorstand folgt Stoibers eindeutiger Aufforderung. – sueddeutsche.de, 16. August 2004, 13:33 Uhr
76. Jürgen Balthasar: Vorstand der Münchner CSU tritt zurück. (Memento vom 10. September 2004 im Internet Archive) In: Tagesspiegel online/dpa, 16. August 2004, 16:24 Uhr
77. Peter Fahrenholz: Monika Hohlmeier: Auf Bewährung drinnen. – sueddeutsche.de/dpa/ddp, 10. September 2004, 13:52 Uhr
78. Schulmisere: „Der Mangel ist nicht von heute auf morgen zu beseitigen“. – sueddeutsche.de, 22. Oktober 2004, 10:08 Uhr (Interview von Christine Burtscheidt mit Monika Hohlmeier)
79. Hans Holzhaider: Hohlmeier-Affäre: Landtag soll auch Stoibers Rolle klären. – sueddeutsche.de, 29. Oktober 2004, 17:13 Uhr
80. CSU-Wahlaffäre: Baretti und Graber ziehen Berufung zurück. – sueddeutsche.dedpa/ddp, 26. November 2004, 16:44 Uhr
81. Monika Hohlmeier: Heftiger Rüffel vom Chef. – sueddeutsche.de/dpa/ddp, 14. Dezember 2004, 16:11 Uhr
82. CSU: Stoiber stärkt Hohlmeier den Rücken. – sueddeutsche.de/dpa/ddp, 15. Dezember 2004, 13:19 Uhr
83. Wahlfälschung bei CSU: Schlagabtausch im Landtag. – sueddeutsche.de/AP, 16. Dezember 2004, 13:29 Uhr
84. Sebastian Beck: Schulreform: Kabinett diskutiert über fehlende Pädagogen. – sueddeutsche.de, 17. Dezember 2004, 16:26 Uhr
85. Bayern: Statt 800 fehlen mindestens 1100 Lehrer. – sueddeutsche.de/dpa, 19. Dezember 2004, 16:47 Uhr
86. Schulmisere: Bayern will zusätzliche Lehrerstellen schaffen. – sueddeutsche.de/ddp, 20. Dezember 2004, 15:46 Uhr
87. Christine Burtscheidt: Finanzierung: Die bayerische Bildungslüge. – sueddeutsche.de, 21. Dezember 2004, 11:01 Uhr
88. Peter Fahrenholz: Untersuchungsausschuss: CSU will Vernehmung Hohlmeiers verhindern. – sueddeutsche.de, 19. Januar 2005, 18:07 Uhr
89. CSU-Affäre: Monika Hohlmeier wusste von CSU-Machenschaften. – sueddeutsche.de/AP, 7. April 2005, 14:09 Uhr
90. Berthold Neff: Empörte Parteikollegen: CSU-Mitglieder fühlen sich belogen. – sueddeutsche.de, 8. April 2005, 17:29 Uhr
91. Hohlmeier-Ausschuss: Stoiber unter Zugzwang. – sueddeutsche.de/dpa, 12. April 2005, 13:33 Uhr
92. Peter Fahrenholz: Hohlmeier-Affäre: Stoibers Beißhemmung. – sueddeutsche.de, 14. April 2005, 9:54 Uhr
93. Kassian Stroh: Zeuge belastet bayerische Kultusministerin schwer: Hohlmeier soll illegale Machenschaften gesteuert haben. – sueddeutsche.de, 14. April 2005, 20:26 Uhr
94. Peter Fahrenholz, Jan Bielicki: Monika Hohlmeier: Frau General verliert ihre Truppen. (Memento vom 22. Juni 2013 im Internet Archive) – sueddeutsche.de, 14. April 2005, 17:18 Uhr
95. Wahlfälscher-Affäre: „Abgrund von Lüge und Täuschung“. – FAZ.Net/AFP/ddp, 15. April 2005
96. Nach der Sitzung der Untersuchungsausschusses: „Ein Abgrund von Lüge und Täuschung“. – (bas/burt/kast/jbb). – sueddeutsche.de, 15. April 2005, 10:03 Uhr
97. Spendenaffäre: Hohlmeier gibt auf. – sueddeutsche.de/ddp/dpa, 15. April 2005, 14:52 Uhr (Anm. der WP: Beim Übertitel „Spendenaffäre“ handelt es sich offenkundig um einen „Affären-Benennungsfehler“. Angesichts ihrer fleißigen Veröffentlichungen zum Thema, ohne die dieser Artikel nicht möglich gewesen wäre, sei der Süddeutschen Zeitung dieser Lapsus gerne nachgesehen.)
98. Wahlfälschungsaffäre: Monika Hohlmeier tritt zurück. – Die Zeit online/dpa, 15. April 2005
99. (KUZ): Bayern jetzt ganz ohne Strauß. (Memento vom 5. Mai 2005 im Internet Archive) In: taz, 16. April 2005, brennpunkt, Seite 6
100. Nach dem Hohlmeier-Rücktritt: „Ich habe auch Fehler gemacht“. – sueddeutsche.de/AFP/dpa, 16. April 2005 12:10 Uhr
101. Hannes Burger: Das „System Strauß“ hat in Bayern längst ausgedient. Monika Hohlmeier setzte auf die falschen Freunde. – Die Welt.de, 18. April 2005
102. Jan Bielicki: „Wir werden weitermachen wie geplant“. (Interview mit dem SPD-Landtagsabgeordneten Hans-Ulrich Pfaffmann). – sueddeutsche.de, 18. April 2005, 11:40 Uhr
103. Michael Stiller: Affären-Bewältigung: Die Untersuchung muss weitergehen. – sueddeutsche.de, 18. April 2005, 17:36 Uhr
104. München: Schneider wird bayerischer Kultusminister. – sueddeutsche.de/dpa, 20. April 2005, 15:03 Uhr
105. Eklat im Hohlmeier-Ausschuss: „Er fährt eine bewusste Verwirrungsstrategie“. – sueddeutsche.de/ddp/dpa, 22. April 2005, 16:51 Uhr
106. Vorzeitiger Austritt: Barettis Anwalt: Die CSU wollte ihn schlachten. – sueddeutsche.de, 26. April 2005, 17:33 Uhr
107. Hohlmeier-Ausschuss: Es kann weitergehen. – sueddeutsche.de/dpa, 26. April 2005, 17:56 Uhr
108. CSU-Affäre: Haedke fliegt nicht aus der CSU. – sueddeutsche.de, 27. April 2005, 14:21
109. Peter Fahrenholz: Untersuchungsausschuss: Der Kronjurist und die Schmierenkomödie. – sueddeutsche.de, 12. Mai 2005, 16:22 Uhr
110. Hohlmeier-Ausschuss: Haedke schützt sich selbst. – sueddeutsche.de/dpa, 30. Mai 2005, 15:59 Uhr
111. Eberhard Geiger: Schweres Geschütz: Die SPD will CSU-Mann Haedke aus dem Landtag werfen. – Merkur Online, 31. Mai 2005, 20:08 Uhr
112. Matthias Kristlbauer: Wahltrickserin tritt aus der CSU aus. – In: Münchner Merkur, 21. Juni 2005
113. Hohlmeier-Untersuchungsausschuss: Erwin Huber wusste nichts von Münchner CSU-Affäre. – sueddeutsche.de/dpa, 30. Juni 2005, 13:49 Uhr
114. Einer sagt aus, grinst und geht, zwei streiten heftig. (Memento vom 27. September 2007 im Internet Archive) – Donaukurier Online/dpa, 7. Juli 2005, 20:02 Uhr
115. Hohlmeier-Ausschuss: Junker und Niklas bezichtigen sich gegenseitig der Lüge. – sueddeutsche.de/ddp, 8. Juli 2005, 9:21 Uhr
116. Jan Bielicki: Neue Führung will Münchner CSU befrieden. – sueddeutsche.de, 8. Juli 2005, 16:38 Uhr
117. „Task Force“ unter Beschuss. – Bayerischer Rundfunk, 15. Juli 2005
118. Stroh, Kassian: WM-Rahmenprogramm: Viel Ärger vor dem Anpfiff. – sueddeutsche.de, 19. Juli 2005, 17:52 Uhr
119. Schlagabtausch zur „WM-Task Force“. – Bayerischer Rundfunk, 19. Juli 2005
120. Peter Fahrenholz: Hohlmeiers Auftritt: Zurück im Intrigantenstadl. – sueddeutsche.de, 29. Juli 2005, 16:22 Uhr
121. Peter Fahrenholz: Untersuchungsausschuss: SPD und Grüne bezweifeln Hohlmeiers Glaubwürdigkeit. – sueddeutsche.de, 29. Juli 2005, 16:45 Uhr
122. CSU: Hohlmeier beklagt Münchner Intrigantenstadl. – Spiegel Online, 29. Juli 2005
123. Berthold Neff: Proteststurm nach Aussage: Münchner CSU erwägt Hohlmeiers Ausschluss. – sueddeutsche.de, 1. August 2005, 9:47 Uhr
124. Nach Proteststurm: Hohlmeier verlässt Münchner CSU. – sueddeutsche.de/dpa/ddp, 1. August 2005, 15:36 Uhr
125. Wahlfälschungsaffäre: Hohlmeier tritt aus der Münchner CSU aus. In: Spiegel Online, 1. August 2005
126. Berthold Neff: Nach dem Untersuchungsausschuss: Hohlmeier tritt aus der Münchner CSU aus. – sueddeutsche.de, 1. August 2005, 17:40 Uhr
127. Nada Weigelt: Monika Hohlmeier: Die gescheiterte Führungsfrau. – stern.de/dpa, 1. August 2005
128. Peter Fahrenholz: Kommentar: Quittung für Stoiber. – sueddeutsche.de, 2. August 2005, 8:57 Uhr
129. (lby): Anklage gegen Haedke? SPD fordert Unterstützung der CSU-Fraktion. In: Passauer Neue Presse/pnp.de, 13. August 2005
130. Hohlmeier-Ausschuss von Wahlkampf erfasst: Kupka: SPD will Skandal inszenieren. – Merkur Online, 10. September 2005, 0:00 Uhr
131. Untersuchungsausschuss: Kultusministerium erlaubte Nebentätigkeiten. – Bayerischer Rundfunk, 12. Oktober 2005
132. Dirk Walter: Methode Hohlmeier: neue Enthüllung im Untersuchungs-Ausschuss. (Memento vom 13. Juni 2007 im Internet Archive) – Merkur Online, 20. Oktober 2005, 20:05 Uhr
133. Fall Hohlmeier: Nachhilfestunden für Ausschuss-Zeugen?. – Bayerischer Rundfunk, 27. Oktober 2005
134. CSU bewahrt Hohlmeier vor Gegenüberstellung. – Merkur Online, 14. Oktober 2005, 0:00 Uhr
135. Hohlmeier setzte Schulleiter unter Druck. – Bayerischer Rundfunk, 20. Oktober 2005
136. Untersuchungsausschuss: Hohlmeier-Ehemann: keine finanziellen Vorteile. – sueddeutsche.de/dpa, 11. November 2005, 15:36 Uhr
137. Eberhard Geiger: SPD will Duell zwischen Hohlmeier und Podiuk. – Merkur Online, 26. November 2005 00:00 Uhr
138. SPD will Gegenüberstellung durchsetzen. – Bayerischer Rundfunk, 30. November 2005
139. Münchner CSU will Haedke unbedingt loswerden. – Bayerischer Rundfunk, 12. Dezember 2005
140. Matthias Kristlbauer: Münchner CSU will Haedke vor die Tür setzen: Zweiter Ausschluss-Versuch. – Merkur Online, 13. Dezember 2005, 0:00 Uhr
141. WM-Chaos soll geklärt werden. – Merkur Online, 2. Februar 2006, 0:00 Uhr
142. Christian Deutschländer: Seltsame Milde nach dem Millionen-Debakel. – Merkur Online, 3. März 2006, 20:58 Uhr
143. Michael Langer: Hohlmeier-Untersuchungsausschuss: SPD reicht Klage beim Bayerischen Verfassungsgerichtshof ein. – Pressemitteilung, SPD-Landtagsfraktion, 6. März 2006
144. Bayerns SPD reicht Klage wegen Hohlmeier-Ausschuss ein. (Memento vom 27. September 2007 im Internet Archive) – greenpeace magazin, 6. März 2006, 15:56 Uhr
145. Hohlmeier geht bei WM-Debakel in die Offensive. – Merkur Online/dpa, 10. März 2006, 14:49 Uhr
146. Deutschländer, Christian: Hohlmeiers Mitarbeiter: „Es gab keine Rüffel“. – Merkur Online, 10. März 2006, 21:04 Uhr
147. Hohlmeier-Ausschuss: ,Mir kommen die Tränen’. (Seite nicht mehr abrufbar, festgestellt im November 2012. Suche in Webarchiven) – Merkur Online/dpa, 28. April 2006
148. Sebastian Fischer: Das Finale der Strauß-Tochter. In: Spiegel Online, 11. Mai 2006
149. Freller glaubte, dass „die Dinge gut laufen“. – Bayerischer Rundfunk, 11. Mai 2006
150. Sebastian Fischer: Monis eruptive Umbruchsituation. In: Spiegel Online, 12. Mai 2006
151. Hohlmeier: Vom Debakel nichts gewusst. – Bayerischer Rundfunk, 12. Mai 2006
152. Christian Deutschländer: Unschuldslämmer in Kampfeslaune: Widersprüche im Hohlmeier-Ausschuss. Merkur Online, 13. Mai 2006, archiviert vom Original (nicht mehr online verfügbar) am 19. Februar 2014; abgerufen am 2. Januar 2014.
153. Sebastian Fischer: Untersuchungsausschuss: Stoiber, der Nichtwisser. In: Spiegel Online, 1. Juni 2006
154. Kassian Stroh: Hohlmeier-Ausschuss: Mein Name ist Stoiber, ich weiß von nichts. – sueddeutsche.de, 1. Juni 2006, 18:29 Uhr
155. Christian Deutschländer: Chaos im grünen Bereich. – Merkur Online, 2. Juni 2006, 10:59 Uhr
156. CSU-Wahlaffäre: Hund’ seids scho. In: FAZ, 2. Juni 2006
157. Christian Deutschländer: Polit-Gespräche statt Lustreise in Kanada. – Merkur Online, 24. Juni 2006, 0:06 Uhr
158. Haedke fliegt nicht aus der CSU – sueddeutsche.de, 10. Juli 2006
159. Jan Bielicki: Trotz Affären – Haedke darf in der CSU bleiben. – Süddeutsche Zeitung, 10. Juli 2006
160. CSU: „Haedke-Verfahren ist abgeschlossen“. – Bayerischer Rundfunk, 10. Juli 2006
161. Christian Deutschländer: Polit-Gespräche statt Lustreise in Kanada: Nachträglich Wirbel um Hohlmeier-Delegation. – Merkur Online, 19. August 2006, 1:03 Uhr
162. Bayerischer Verfassungsgerichtshof: Pressemitteilung zur mündlichen Verhandlung (…) am Montag, dem 18. September 2006 (Vf. 19-IVa-06), 13. September 2006
163. Matthias Kristlbauer: Kein Duell zwischen Hohlmeier und Podiuk: Gericht weist Beschwerde der SPD zurück. – Merkur Online, 11. Oktober 2006
164. Kassian Stroh: Monika Hohlmeier: Persilschein fürs Comeback. In: Süddeutsche Zeitung, 2. Dezember 2006
165. Scharfe Schüsse aus den eigenen Reihen. – Bayerischer Rundfunk, 5. Dezember 2006
166. Jan Bielicki, Kassian Stroh: Führende CSU-Politiker kritisieren den Fall Hohlmeier: „Peinlich für den Untersuchungsausschuss“. In: Süddeutsche Zeitung, 6. Dezember 2006
167. Landtags-CSU will Hohlmeier-Bericht ändern – Friede wiederhergestellt. (Memento vom 27. September 2007 im Internet Archive) – dpa, 6. Dezember 2006 (zitiert nach: Bayerischer Landtag: Aktuell)
168. CSU sieht keine Beweise für Verfehlungen von Strauß-Tochter Hohlmeier. – derStandard.at/APA/dpa, 7. Dezember 2006
169. Cornelia Wohlhüter: CSU-Grabenkriege haben Landtag erreicht. (Memento vom 26. September 2007 im Internet Archive) In: Passauer Neue Presse, 7. Dezember 2006
170. Jürgen Umlauft: „Der Schlussbericht wird nicht geändert“. In: Bayerische Staatszeitung, 22. Dezember 2006
171. SPD und Grüne werfen CSU System der Bespitzelung vor. – Merkur Online/dpa, 24. Januar 2007
172. Monika Hohlmeier entlastet, Bayerischer Rundfunk, 25. Januar 2007
173. CSU-Affäre: Ausschuss spricht Hohlmeier frei. – Spiegel Online/dpa, 15. Februar 2007
174. Heftige Debatte über Schlussbericht. – Bayerischer Rundfunk, 15. Februar 2007
175. Alexander Kain: Hohlmeier-Ausschuss nach zwei Jahren zu Ende. (Memento vom 26. September 2007 im Internet Archive) In: Passauer Neue Presse, 16. Februar 2007
176. Christian Deutschländer: „Haedke hat im Landtag nichts zu suchen“. – Merkur Online, 25. Januar 2007
177. Matthias Kristlbauer: Haedke taucht auf: Vorstand der CSU empört. – Merkur Online, 6. Februar 2007
178. Erik Spemann: Reingewaschen? In: Das Parlament, Nr. 8–9/2007, 19. Februar 2007
179. Berthold Neff: Umstrittener CSU-Abgeordneter: Haedke gibt auf. In: Süddeutsche Zeitung, 16. März 2007
180. Matthias Kristlbauer: Joachim Haedke wirft hin. – Merkur Online, 16. März 2007
181. Jan Bielicki: Neue Ermittlungen in der CSU-Wahltrickser-Affäre: Wer hat gelogen? In: Süddeutsche Zeitung, 16. Juli 2007